# Натали Аугсбург
Натали Аугсбург (на полски: Natalie Augsburg) е германска хандбалистка.

## Биография
Родена е на 15 ноември 1983 година в град Крапковице, Ополско войводство, Полша. Емигрира в Германия.
До 15-годишна възраст тренира лека атлетика, след това се занимава с хандбал. От 2007 година се състезава за спортен клуб „Лайпциг“. По-късно се състезава за Женския национален отбор по хандбал на Германия.